# Faktap broeder
Faktap broeder is een lied van het Nederlandse rapper Mula B. Het werd in 2021 als single uitgebracht en stond in 2022 als achttiende track op het album Prix d'ami.

## Achtergrond
Faktap broeder is geschreven door Hicham Gieskes, Iliass Abbadi, Iliass Takditi, Bryan du Chatenier en Rangel Silaev en geproduceerd door IliassOpDeBeat en Trobi. Het is een nummer dat past in het genre nederhop met effecten uit de dancehall en trap. In het lied rapt Mula B over verschillende zaken die hem tegenzitten. Het lied ging viraal op TikTok, waar mensen het lied monteerden onder filmpjes waarin zij hun ergernissen uitten.
Het nummer werd in 2021 als single uitgebracht en stond in 2022 ook op de B-kant van de single Coke in de uitverkoop. In 2022 werd er ook door de dj Outsiders een officiële remix gemaakt.

## Hitnoteringen
De rapper had bescheiden succes met het lied in Nederland. Het piekte op de 38e plaats van de Single Top 100 in de zeventien weken dat het in deze hitlijst te vinden was. De Top 40 en haar Tipparade werden niet bereikt. 